# Jelena Ruslanowna Iljinych
Jelena Ruslanowna Iljinych (russisch Елена Руслановна Ильиных; * 25. April 1994 in Aqtau, Kasachstan) ist eine russische Eiskunstläuferin, die im Eistanz startet.
Ihr Eistanzpartner war bis 2014 Nikita Kazalapow. Das Paar trainierte bei Alexander Schulin und Oleg Wolkow in Moskau.
Im Jahr 2010 wurden Iljinych und Kazalapow in Den Haag Juniorenweltmeister.
In das Jahr 2011 gingen sie als Dritte der russischen Meisterschaften und bestritten ihre erste Welt- und Europameisterschaft. Bei der Europameisterschaft belegten sie den vierten und bei der Weltmeisterschaft den siebten Platz.
Als russische Vizemeister gewannen Iljinych und Kazalapow 2012 in Sheffield mit Bronze ihre erste Medaille bei Europameisterschaften. Bei der Weltmeisterschaft in Nizza verbesserten sie sich im Vergleich zum Vorjahr um zwei Plätze auf Rang fünf und waren damit das beste russische Eistanzpaar.
2013 gewannen Iljinych und Kazalapow bei der EM in Zagreb die Silbermedaille hinter ihren Mannschaftskollegen Jekaterina Bobrowa und Dmitri Solowjow.
Bei den Olympischen Winterspielen 2014 in Sotschi konnte Iljinych mit Kazalapow die Bronzemedaille im Eistanz gewinnen und auch mit dem Team den Olympiasieg erzielen. Beim Eistanz waren sie mit 183,48 Punkten (73,04 Punkte im Kurzprogramm/110,44 Punkte in der Kür) nur schlechter als Meryl Davis und Charlie White aus den USA und Tessa Virtue und Scott Moir aus Kanada. Im Teamwettbewerb gelangen ihnen in der Kür 103,48 Punkte, wodurch sie sich auch hier nur Davis/White und Virtue/Moir geschlagen geben mussten. Den Kurztanz hatten noch Jekaterina Bobrowa und Dmitri Solowjow getanzt.
Von 2014 bis 2017 lief sie mit Ruslan Schiganschin. 2015 wurden sie russische Meister im Eistanz.

## Ergebnisse

### Eistanz

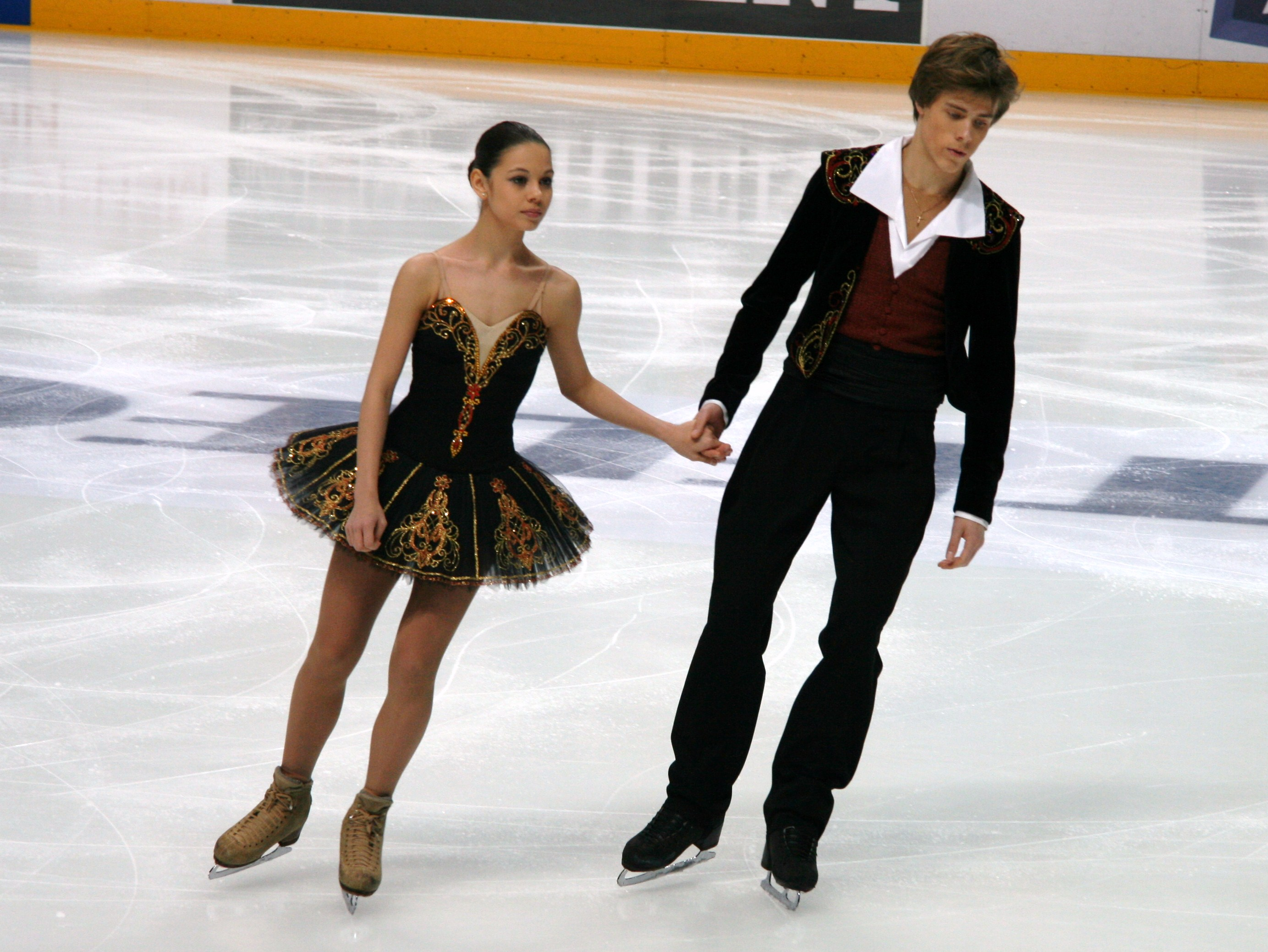
Iljinych und Kazalapow beim Cup of Russia 2010

(mit Nikita Kazalapow)
| Meisterschaft / Jahr           | 2010  | 2011  | 2012  | 2013  | 2014  |
| ------------------------------ | ----- | ----- | ----- | ----- | ----- |
| Olympische Winterspiele        |       |       |       |       | 3.    |
| Olympische Winterspiele (Team) |       |       |       |       | 1.    |
| Weltmeisterschaften            |       | 7.    | 5.    | 9.    |       |
| Europameisterschaften          |       | 4.    | 3.    | 2.    |       |
| Juniorenweltmeisterschaften    | 1.    |       |       |       |       |
| Russische Meisterschaften      |       | 3.    | 2.    | 2.    |       |
| –                              |       |       |       |       |       |
| Grand-Prix-Wettbewerb / Saison | 09/10 | 10/11 | 11/12 | 12/13 | 13/14 |
| Grand-Prix-Finale              |       |       |       | 6.    |       |
| Cup of Russia                  |       | 3.    |       | 2.    |       |
| NHK Trophy                     |       | 4.    | 3.    | 2.    |       |
| Trophée Eric Bompard           |       |       | 4.    |       |       |